# Тургенєв Яків Федорович
Тургенєв Яків Федорович (XVII століття російська імперія) — придворний блазень Петра I і Київський полковник. Помер у віці 45 років, в XVII століття.

## Біографія
Яків Федорович Тургенєв народився в XVII столітті в Російській імперії. У 1700 році Петро I наказав справити блазнівське весілля своєму блазневі — Якову Тургенєву. Весілля Якова була великою насмішкою над старими звичаями людей. Іван Федорович Ромодановський на весіллі зображував роль царя, а в ролі цариці виступала огрядна Бутурліна. На весіллі Петро I ухвалив рішення про постриг борід іменитим боярам. Однак з цього випливає знаменита промова Петра I — боярам бороди рубати! Загинув під час забави Всепьянейшего собору в селі Кожухів.

### непідтверджена біографія
Деякі джерела стверджують про Якова наступну інформацію: народився Яків Тургенєв в XVII столітті. У 1671 році став на службу мешканцем рейтарского ладу. 1683 року Якову було запропоновано маєток в Воротинська повіті. У 1694 році командував ротою в Кожуховського поході. Був учасником Всепьянейшего собору. У січні 1695 року по наказу Петра I відбулося грандіозне блазнівське весілля. Пізніше Яків Федорович помер.

### Смерть
Яків Федорович загинув за час «всєпьянєйшего собору».